# Франсиско Арсе
Франсиско Арсе (2. април 1971) парагвајски је фудбалски тренер и бивши фудбалер.

## Каријера
Током каријере је играо за Гремио Порто Алегре, Палмеирас и многе друге клубове.

## Репрезентација
За репрезентацију Парагваја дебитовао је 1995. године. Наступао је на два Светска првенства (1998. и 2002) с парагвајском селекцијом. За тај тим је одиграо 61 утакмицу и постигао 5 голова.

## Статистика
| Парагвај | Парагвај | Парагвај |
| Година   | Наступи  | Голови   |
| -------- | -------- | -------- |
| 1995.    | 5        | 0        |
| 1996.    | 5        | 1        |
| 1997.    | 12       | 0        |
| 1998.    | 11       | 2        |
| 1999.    | 5        | 0        |
| 2000.    | 4        | 0        |
| 2001.    | 6        | 1        |
| 2002.    | 8        | 1        |
| 2003.    | 4        | 0        |
| 2004.    | 1        | 0        |
| Укупно   | 61       | 5        |